# Pecquencourt Communal Cemetery
Pecquencourt Communal Cemetery is een Britse militaire begraafplaats gelegen in de Franse plaats Pecquencourt (Noorderdepartement). De begraafplaats wordt onderhouden door de Commonwealth War Graves Commission.
De begraafplaats telt 3 geïdentificeerde Gemenebest graven uit de Eerste Wereldoorlog.